# Lindsaea christii
Lindsaea christii là một loài dương xỉ trong họ Lindsaeaceae. Loài này được Rosenst. mô tả khoa học đầu tiên năm 1907.
Danh pháp khoa học của loài này chưa được làm sáng tỏ. 